# Lispinodes mauiensis
Lispinodes mauiensis är en skalbaggsart som beskrevs av Sharp 1908. Lispinodes mauiensis ingår i släktet Lispinodes och familjen kortvingar. Inga underarter finns listade i Catalogue of Life.